# Stanislav Seman
Stanislav Seman (ur. 8 sierpnia 1952 w Koszycach) – słowacki piłkarz występujący na pozycji bramkarza.
W swojej profesjonalnej karierze grał w klubach: Lokomotíva Koszyce, Dukla Bańska Bystrzyca, Alki Larnaka. Wraz z reprezentacją Czechosłowacji występował na Letnich Igrzyskach Olimpijskich w 1980 w Moskwie, gdzie jego drużyna zdobyła pierwsze miejsce pokonując w finale reprezentację NRD. Tego samego roku wywalczył wraz z drużyną trzecie miejsce na Mistrzostwach Europy. Dwa lata później drużyna grała na Mistrzostwach Świata 1982 we Włoszech. Podczas Mundialu wystąpił tylko w meczu z Anglią (przegrany 0-2). Jego reprezentacja zakończyła fazę grupową na 3. miejscu z dwoma punktami.